# 摩訶止觀
《摩訶止觀》是一部佛教論著，為天台三大部之一。由天台宗智顗大師宣講，其門徒章安灌頂筆記。

## 歷史
594年（隋開皇14年），智顗大師於荊州玉泉寺開講，原計宣講十境，但至第七境時，因故停講。兩年後，智顗過世，其門徒將其筆記後，集結成《摩訶止觀》一書。

## 內容
《摩訶止觀》分成〈緣起〉與〈開章〉兩部份。共有十卷(或二十卷)，內容講述止觀。

### 篇章
1. 大意（五略）
2. 釋名
3. 體相
4. 攝法
5. 偏圓
6. 方便
7. 正修
8. 果報
9. 起教
10. 旨歸